# 40. Internationale Sechstagefahrt

Veranstaltungsort Isle of Man der 40. Internationalen Sechstagefahrt

Die 40. Internationale Sechstagefahrt war ein Motorrad-Geländesportwettbewerb, der vom 20. bis 25. September 1965 auf der Isle of Man stattfand. Die Nationalmannschaften der DDR konnten zum dritten Mal in Folge die Trophy-Wertung sowie zum zweiten Mal in Folge die Silbervasenwertung gewinnen. Auf Grund der Wetterbedingungen gilt der Wettkampf als eine der schwersten Sechstagefahrten der Geschichte.

## Wettkampf

### Organisation
Am Wettkampf nahmen 300 Fahrer von 18 Motorsportverbänden der FIM teil. Neben den DDR-Mannschaften zählten die Fahrer aus Großbritannien, der ČSSR und der Bundesrepublik Deutschland zum Favoritenkreis. Um die Trophy-Wertung fuhren Mannschaften aus acht Nationen. Zudem waren 21 Silbervasen-Mannschaften am Start.
DDR und BRD nahmen an der Trophy sowie mit je zwei Silbervasen-Mannschaften teil. Österreich nahm mit einer Silbervasen-Mannschaft teil.
Verantwortlich für die Routenwahl war der frühere Motorradrennfahrer Geoff Duke.

### 1. Tag
Die Strecke führte von Douglas in den Norden der Insel und war zweimal zu durchfahren. Die Gesamtstrecke betrug rund 320 Kilometer.
Von den 300 gestarteten Fahrern erreichten 271 das Ziel. 211 Fahrer blieben ohne Strafpunkte. Die 2,5 km lange Bergprüfung musste nachträglich annulliert werden. Die Fahrbedingungen hatten sich auf diesem Abschnitt so verschlechtert, dass nicht für alle Fahrer die weitgehend gleichen Bedingungen gegeben waren.
Bei der Trophy-Wertung führte die Mannschaft Großbritanniens vor der Bundesrepublik Deutschland und der DDR. Es folgten die Tschechoslowakei und die Sowjetunion, welche ebenso noch strafpunktfrei waren.
Bei der Silbervasen-Wertung führte die B-Mannschaft der Tschechoslowakei vor der A-Mannschaft. Dann folgte die B-Mannschaft aus der DDR sowie die A- und die B-Mannschaft der Bundesrepublik Deutschland. Die A-Mannschaft der DDR belegte den 11. Platz. Alle diese Mannschaften waren strafpunktfrei. Die österreichische Mannschaft hatte bereits einen Fahrerausfall zu verzeichnen und belegte den 19. Platz.

### 2. Tag
Am zweiten Tag wurde die gleiche Strecke wie am ersten Tag befahren, jedoch in entgegengesetzter Richtung.
In der Trophy-Wertung übernahm die Mannschaft der DDR die Führung vor Großbritannien und der Tschechoslowakei. Die Mannschaft der BRD hatte einen Fahrerausfall und fiel in der Wertung auf den 5. Platz zurück.
In der Silbervasen-Wertung führte die A-Mannschaft der Tschechoslowakei vor der B-Mannschaft der DDR und der A-Mannschaft der BRD. Die A-Mannschaft der DDR verbesserte sich auf den 9. Platz. Die B-Mannschaft der BRD hatte einen Fahrerausfall und fiel auf den 15. Platz zurück. Die Mannschaft Österreichs lag weiter auf dem 19. Platz.

### 3. Tag
Am dritten Tag begann es stark zu regnen. Außerdem herrschte starker Nebel vor. Die Strecke führte zur westlichen Seite der Insel und war zweimal zu durchfahren. Außerdem sorgte starker Wind für weitere Behinderungen. Die Gesamtstrecke betrug 317 Kilometer. Sie führte unter anderem durch stark morastiges Gelände. Hier war es notwendig genau der markierten Strecke zu folgen. Schon kleinere Abweichungen führten dazu, dass die Fahrer in Sumpflöcher fuhren, aus denen sie sich nur schwer selbst befreien konnten.
In der Trophy-Wertung führte die Mannschaft der DDR vor Großbritannien und der Tschechoslowakei. Die Trophy-Mannschaft der Bundesrepublik Deutschland musste mit dem BMW-Fahrer Sebastian Nachtmann den zweiten Ausfall verkraften. In der Wertung lag sie nach wie vor auf dem 5. Platz.
In der Wertung um die Silbervase führte die A-Mannschaft der BRD vor der A-Mannschaft der Tschechoslowakei und der A-Mannschaft der DDR. Die B-Mannschaft der DDR folgte auf dem 4. Platz. Die B-Mannschaft der BRD profitierte von Fahrerausfällen der Konkurrenz und verbesserte sich dadurch auf den 11. Platz. In der Mannschaft Österreichs schieden zwei weitere Fahrer aus dem Wettbewerb aus, das Team lag nach wie vor auf dem 19. Platz. Von der US-amerikanischen B-Mannschaft, u. a. mit James Sherwin „Bud“ Ekins und Dave Ekins, war am Ende des Tages keiner mehr im Rennen. 
256 Fahrer waren am Morgen gestartet. Nur 129 Fahrer wurden am Ende des Tages gewertet, davon hatten 44 noch keinerlei Strafpunkte.

### 4. Tag
Am vierten Tag hielt das schlechte Wetter an. Die Strecke war die gleiche wie am Vortag, sie musste jedoch in entgegengesetzter Richtung befahren werden.
Nur die Trophy-Mannschaften der DDR (11 Strafpunkte) und der Tschechoslowakei (139 Strafpunkte) waren noch komplett. Auf dem dritten Platz lag Schweden mit einem ausgefallenen Fahrer und 394 Strafpunkten. Danach folgten Großbritannien (3 ausgefallene Fahrer, 395 Strafpunkte), die Bundesrepublik Deutschland (4 ausgefallene Fahrer, 803 Strafpunkte), die UdSSR (4 ausgefallene Fahrer, 823 Strafpunkte), Polen (4 ausgefallene Fahrer, 1067 Strafpunkte) und Spanien (4 ausgefallene Fahrer, 1120 Strafpunkte)
In der Silbervasen-Wertung hatte die A-Mannschaft der DDR mit 79 Strafpunkten die Führung übernommen. Es folgten die A-Mannschaft der Bundesrepublik Deutschland (103 Strafpunkte), die tschechoslowakische A-Mannschaft (139 Strafpunkte) und die DDR-B-Mannschaft (200 Strafpunkte). Die B-Mannschaft der BRD hatte einen weiteren Fahrerausfall zu verzeichnen, profitierte wieder von Fahrerausfällen der Konkurrenz und verbesserte sich dadurch auf den 10. Platz. In der österreichischen Mannschaft schied der letzte noch verbliebene Fahrer aus, das Team lag nach wie vor auf dem 19. Platz.
In der Wertung der Clubmannschaften führte die GST-Mannschaft aus der DDR.
95 Fahrer beendete die Etappe in Wertung, 22 davon hatten keine Strafpunkte. 

### 5. Tag
Der Regen und der Nebel waren auch am fünften Tag wettkampfbestimmend. Die wieder rund 320 Kilometer lange Strecke führte in den Süden der Insel. Von den 82 Fahrern die den Tag in Wertung beendeten, waren nur 19 strafpunktfrei.
In der Trophy-Wertung führte die Mannschaft der DDR mit 14 Strafpunkten vor der Mannschaft der Tschechoslowakei mit 240 Strafpunkten und der schwedischen Mannschaft mit 761 Strafpunkten. Die Mannschaft der BRD belegte nach wie vor den 5. Platz. Bei der tschechoslowakischen Mannschaft musste Jaroslav Pudil wegen einer Blinddarmentzündung aufgeben.
In der Silbervasen-Wertung führte die A-Mannschaft der DDR auf MZ mit 86 Strafpunkten vor der bundesdeutschen A-Mannschaft mit 203 Strafpunkten und der A-Mannschaft der Tschechoslowakei mit 308 Strafpunkten. In der B-Mannschaft der DDR musste Gottfried Pohlan wegen eines elektrischen Defektes an seiner Simson GS 75 aufgeben. Auch hier profitierte man von Ausfällen der Konkurrenz und behauptete den 4. Platz. Die B-Mannschaft der BRD belegte weiter den 10., die österreichische Mannschaft den 19. Platz.
Bei den Clubmannschaften lag die GST-Mannschaft aus der DDR mit 130 Strafpunkten vor der tschechoslowakischen Mannschaft von Dukla Prag mit 278 Strafpunkten.

### 6. Tag
Auch am letzten Tag regnete es in Strömen. Es war eine 128 Kilometer lange Strecke zu absolvieren. Der Abschlusstest bestand in einem Straßenrennen.
Von den 300 gestarteten Fahrern wurden am letzten Tag noch 81 gewertet.

## Endergebnisse

### World Trophy
| Platz | Team                            | Strafpunkte | Gut-Punkte |
| ----- | ------------------------------- | ----------- | ---------- |
| 1.    | Deutsche Demokratische Republik | 14          | 3404,04    |
| 2.    | Tschechoslowakei                | 344         | 2977,83    |
| 3.    | Schweden                        | 1061        | 2606,53    |
| 4.    | Vereinigtes Königreich          | 1195        | 2734,74    |
| 5.    | BR Deutschland                  | 1603        | 2195,71    |
| 6.    | Polen                           | 1906        | 1821,26    |
| 7.    | Sowjetunion                     | 1943        | 2062,10    |
| 8.    | Spanien                         | 1968        | 1817,13    |

### Silbervase
| Platz | Team                                           | Strafpunkte | Gut-Punkte |
| ----- | ---------------------------------------------- | ----------- | ---------- |
| 1.    | Deutsche Demokratische Republik (A-Mannschaft) | 86          | 2129,44    |
| 2.    | BR Deutschland (A-Mannschaft)                  | 303         | 2113,91    |
| 3.    | Tschechoslowakei (A-Mannschaft)                | 374         | 2032,67    |
| 4.    | Schweden (A-Mannschaft)                        | 548         | 1932,24    |
| 5.    | Tschechoslowakei (B-Mannschaft)                | 554         | 1738,93    |
| 6.    | Deutsche Demokratische Republik (B-Mannschaft) | 600         | 1827,96    |
| 7.    | Vereinigtes Königreich (B-Mannschaft)          | 712         | 1781,59    |
| 8.    | BR Deutschland (B-Mannschaft)                  | 974         | 1453,51    |
| 9.    | Niederlande (A-Mannschaft)                     | 983         | 1616,07    |
| 10.   | Sowjetunion (A-Mannschaft)                     | 1013        | 1491,72    |
| 11.   | Vereinigtes Königreich (A-Mannschaft)          | 1409        | 1212,62    |
| 12.   | Niederlande (B-Mannschaft)                     | 1418        | 1200,09    |
| 13.   | Sowjetunion (B-Mannschaft)                     | 1562        | 1003,83    |
| 14.   | Polen                                          | 1591        | 956,07     |
| 15.   | Finnland                                       | 1600        | 1026,83    |
| 16.   | Schweden (B-Mannschaft)                        | 1642        | 972,38     |
| 17.   | Belgien                                        | 1642        | 952,29     |
| 18.   | Vereinigte Staaten (A-Mannschaft)              | 1739        | 685,16     |
| 19.   | Österreich                                     | 1776        | 815,93     |
| 20.   | Irland                                         | 1782        | 531,65     |
| 21.   | Vereinigte Staaten (B-Mannschaft)              | 2068        | 538,09     |

18 Fahrer erhielten außerdem eine Goldmedaille.